# サリー・ブラウン
サリー・ブラウン（英: Sally Brown）は、チャールズ・M・シュルツのコミック・ストリップ『ピーナッツ』に登場するキャラクターで、主人公チャーリー・ブラウンの妹。1959年5月にその存在が作中で初めて言及され、同年8月に初登場するまで時間を要した。1965年のCBSの特別番組『スヌーピーのメリークリスマス』では、キャシー・スタインバーグが当時6歳のサリーの声を初めて担当した。

## 概要
1959年5月26日、病院からの電話を受けたチャーリー・ブラウンが「新しい妹ができた！」と叫び、家を飛び出す場面で、サリーの存在が初めて明かされた。同年6月2日には「サリー」という名前がつけられた。その後、チャーリー・ブラウンがシガーチョコレートを配って誕生を祝うなど、サリーはたびたび話題に上ったが、8月23日にようやく初登場を果たした。
ライナスやシュローダーといった、幼少期に登場した他のキャラクターと同様に、サリーも急速に成長した。1960年8月22日には、初めて歩く場面が描かれ、その頃からライナスに好意を寄せるようになった。1962年の8月から9月にかけては、3週間限定で幼稚園に通った。しかし、ほどなくして勉強嫌いであることが判明する。後のストリップでは、緊張しながら「お花をうまく育てられなかったから、また幼稚園に行かされたのではないか」と発言する場面もあった。それでも最終的には幼稚園を卒業し、その後は小学1〜2年生ほどの年齢に落ち着いた。
もともとサリーに恋をしていたのはライナスの方だった。サリーが生まれて間もない頃、ライナスはフェンスに計算式を書き込みながら、通りかかったチャーリー・ブラウンに「僕が22歳で、サリーが17歳になったとき、彼女は僕と付き合ってくれると思う？」と尋ねる場面が描かれている。しかし、1年以上経ってシュルツがこのシーンを再掲した際には、サリーの方がライナスに惹かれる立場に変わっていた。
1965年11月29日からのストリップでは、サリーが弱視と診断され、治療のためにしばらく眼帯をつけていた。スヌーピーはこれを海賊ごっこに使おうとして、しばしば勝手に持ち出していた。その後、眼科医から「もう眼帯は必要ない」と告げられたサリーは、スヌーピーにそれを譲る。このエピソードの一部は、後にアメリカ合衆国保健福祉省が無料配布したコミックブック『Security is an Eye Patch』に掲載された。
1974年9月には、サリーが学校に対する不安を校舎に語りかける場面が描かれた。シュルツは、サリーには校舎の返事が聞こえない設定にするつもりだったが、実際には校舎が吹き出しで返答する形となった。

## キャスト

### 原語版
キャシー・スタインバーグは、1965年の特別番組『スヌーピーのメリークリスマス』で初めてサリー・ブラウンの声を担当した。その後、さまざまな声優がサリーを演じている。リンダ・ジェンナーは『スヌーピーは名探偵』（1974）から『スヌーピーのバレンタイン』（1975）まで担当し、1980年代にはブラック・アイド・ピーズのファーギーとして知られるステイシー・ファーガソンが、『スヌーピーは名探偵』（1984）、『スヌーピーの結婚』（1985）、および『チャーリーブラウン&スヌーピー・ショー』の1983年シーズンでサリーの声を担当した。
その他の声優は以下の通り。
- ヒラリー・モンバーガー（英語版） (1969–1973)
- エリン・サリヴァン (1969)
- リン・モーテンセン (1974–1975)
- ゲイル・デイビス (1975–1977)
- アナリサ・ボルトリン (1980)
- シンディ・ライリー (1981–1983)
- ステイシー・ヘザー・トルキン (1983)
- ティファニー・レインボルト (1985)
- エリザベス・リン・フレイザー (1986)
- アミ・フォスター（英語版） (1988)
- クリスティーナ・ラング (1988)
- ブリタニー・ソーントン (1988–1989)
- アドリエンヌ・ブーツ (1990)
- ケイトリン・ウォーカー (1991)
- ミンディ・アン・マーティン (1992)
- ジェイミー・ヘンディ (1994)
- ダニエル・ウィーナー（英語版） (1997)
- ニコレット・リトル (2002)
- ミーガン・テイラー・ハーヴェイ (2002–2003)
- ハンナ・リー・ドウォーキン (2003)
- シエラ・マルコー (2006)
- クレア・コーレット (2008)
- アマンダ・ペイス（英語版） (2011)
- マリエル・シーツ (2015)
- エマ・ヤロヴィンスキー (2016)
- テイラー・オータム・バートマン (2016)
- サラ・J・ゴセリン (2018–2019)
- ハティ・クラグテン（英語版） (2019)
- チャーリー・タウンゼント (2019–)

また、クリスティン・チェノウェスは、ブロードウェイのリバイバル版ミュージカル『きみはいい人、チャーリー・ブラウン』でサリーを演じ、トニー賞の最優秀主演女優賞を受賞した。オリジナル版には登場しなかったサリーだが、復活版では、長らくコミック・ストリップから姿を消していたパティ（ペパーミント・パティとは別のキャラクター）に代わって登場している。2016年のリバイバル公演では、ミリー・シャピロがサリー役を務めた。

### 日本語吹替版
- 加藤みどり - テレビアニメ (1972, 1978)
- 松島トモ子 - テレビアニメ (1976, 1978)
- 貴家堂子 - 『スヌーピーとチャーリー』『スヌーピーの大冒険』（劇場公開版・テレビ放映版）
- 井上瑤 - 『スヌーピーとチャーリーブラウン』(1984年12月17日、2003年4月19日テレビ放映版)
- 大杉久美子、及川ひとみ - 『スヌーピーとチャーリーブラウン』（CBS/FOXビデオ版・テレビ放映版）、『スヌーピー・アドベンチャー』（テレビ放映版）
- 斉藤友子 - テレビアニメ (1981–1985)
- 神代知衣 - テレビアニメ (1983–1920)、『スヌーピーの大冒険』（CBS/FOXビデオ版・テレビ放映版）、『がんばれ!スヌーピー』（CIC・ビクタービデオ版・テレビ放映版）、『スヌーピーとチャーリー・ブラウン ヨーロッパの旅』（CIC・ビクタービデオ版・テレビ放映版）
- 松井菜桜子 - テレビアニメ (1990)
- 山田妙子 - 『チャーリーブラウンという男の子』『帰っておいで、スヌーピー』（テレビ放映版）
- 松崎夏希 - テレビアニメ (NHK-BSおよびカートゥーン・ネットワーク)
- 小桜エツ子 - 『スヌーピーとチャーリー・ブラウン ヨーロッパの旅』（2003年12月29日、2004年12月31日テレビ放映版）
- 折笠富美子 - 『Happiness is: スヌーピーと幸せのブランケット』
- 田中ちえ美 - テレビアニメ (2015)
- 小林星蘭 - 『I LOVE スヌーピー THE PEANUTS MOVIE』
- 太田梨香子 - 『スヌーピー 宇宙への旅』（2019）、『スヌーピーのショータイム』（2021）